# Jacob Fearnley
Jacob Fearnley (* 15. července 2001 Edinburgh) je britský profesionální tenista ze Skotska. Na challengerech ATP a okruhu ITF získal šest titulů ve dvouhře a tři ve čtyřhře.
Na žebříčku ATP byl ve dvouhře nejvýše klasifikován v červnu 2025 na 49. místě a ve čtyřhře v květnu 2024 na 238. místě. Trénují ho Toby Smith s Juanem Martinem.

## Tenisová kariéra
V letech 2019–2024 vystudoval kineziologii na Texaské křesťanské univerzitě ve Forth Worth, za níž hrál akademický tenis. V tomto období jej limitovala opakovaná svalová zranění, potíže s žebry, zánět stydké kosti či uskřinutí nervu bederní páteře.
Na okruhu ITF debutoval v říjnu 2019 ve Fort Worth, na turnaji dotovaném 25 tisíci dolary. Po výhrách nad Hijikatou a Grayem ve čtvrtfinále podlehl krajnovi Ryanu Penistonovi ze čtvrté světové stovky. Získal tak první body do žebříčku ATP. Premiérový challenger vyhrál po boku Johannusa Mondaye ve čtyřhře nottinghamského Rothesay Open 2023. V ryze britském finále zdolali Liama Broadyho s Jonnym O'Marou. Vzhledem k tomu, že Fearnley nebyl na žebříčku čtyřhry klasifikován, obdrželi s Mondayem divokou kartu. Z následujícího ročníku Rothesay Open 2024 si odvezl první challengerovou trofej z dvouhry. Přes Šanga Ťün-čchenga a Mattia Belluciho prošel do souboje o titul, v němž zdolal krajana Charles Broom. Jednalo se o jeho teprve druhou dvouhru na challengerech. Výhrou nad 96. mužem klasifikace Šangem dosáhl prvního vítězství nad členem první světové stovky.
Na okruhu ATP Tour debutoval červnovým Rothesay International 2024 v Eastbourne po obdržení divoké karty. Časnou porážku mu přivodil krajan Billy Harris z druhé stovky klasifikace. Do grandslamové dvouhry poprvé zasáhl na navazujícím Wimbledonu 2024 opět díky divoké kartě. Na úvod přehrál španělského kvalifikanta Alejandra Mora Cañase, než jej zastavila světová dvojka Novak Djoković po čtyřsetovém průběhu. Bodový zisk jej 15. července 2024 posunul na nové kariérní maximum, 231. příčku. Na říjnovém Stockholm Open 2024 postoupil z pozice kvalifikanta do druhého kola dvouhry přes Corentina Mouteta, figurujícího v osmé desítce žebříčku. Vyhrál tak třináctý zápas v řadě a druhý na túře ATP. Poté však nenašel recept na sedmého nasazeného Nizozemce Tallona Griekspoora. V průlomové sezóně 2024 se posunul z lednového 646. místa až na konečnou 98. pozici, znamenající pátý nejrychlejší vzestup do první světové stovky od roku 2000.
První přímou účast na grandslamu si zajistil na Australian Open 2025, když z pozice 99. hráče klasifikace nahradil odhlášeného Ofnera. Poprvé pak v této úrovni postoupil do třetího kola, když vyřadil Francouze Arthura Cazauxe a Australana Nicka Kyrgiose vracejícího se na okruh po roční absenci kvůli zraněnému zápěstí. Ve třetí fázi však nestačil na světovou dvojku Alexandra Zvereva.

## Tituly na challengerech ATP a okruhu ITF
| Legenda                  |
| ------------------------ |
| D – dvouhra; Č – čtyřhra |
| Challengery (4 D; 2 Č)   |
| ITF (1 D; 2 Č)           |

### Dvouhra (6 titulů)
| Č. | datum       | turnaj                         | okruh             | povrch    | poražený finalista | výsledek           |
| -- | ----------- | ------------------------------ | ----------------- | --------- | ------------------ | ------------------ |
| 1. | říjen 2023  | Edgbaston, Spojené království  | World Tennis Tour | tvrdý (h) | Kyle Edmund        | 6–3, 6–1           |
| 2. | leden 2024  | Esch-sur-Alzette, Lucembursko  | World Tennis Tour | tvrdý (h) | Jonáš Forejtek     | 6–4, 6–4           |
| 3. | červen 2024 | Nottingham, Spojené království | Challenger        | tráva     | Charles Broom      | 4–6, 6–4, 6–3      |
| 4. | srpen 2024  | Lincoln, Spojené státy         | Challenger        | tvrdý     | Coleman Wong       | 6–4, 6–2           |
| 5. | září 2024   | Rennes, Francie                | Challenger        | tvrdý (h) | Quentin Halys      | 0–6, 7–6(7–5), 6–3 |
| 6. | září 2024   | Orléans, Francie               | Challenger        | tvrdý (h) | Harold Mayot       | 6–3, 7–6(7–5)      |

### Čtyřhra (3 tituly)
| Č. | datum       | turnaj                         | okruh             | povrch    | spoluhráč       | poražení finalisté            | výsledek                   |
| -- | ----------- | ------------------------------ | ----------------- | --------- | --------------- | ----------------------------- | -------------------------- |
| 1. | červen 2023 | Nottingham, Spojené království | Challenger        | tráva     | Johannus Monday | Liam Broady Jonny O'Mara      | 6–3, 6–7(6–8), [10–7]      |
| 2. | říjen 2023  | Edgbaston, Spojené království  | World Tennis Tour | tvrdý (h) | Connor Thomson  | David Stevenson Charles Broom | 7–6(7–2), 6–7(5–7), [10–7] |
| 3. | leden 2024  | Esch-sur-Alzette, Lucembursko  | World Tennis Tour | tvrdý (h) | Alex Rybakov    | Raphael Calzi Amaury Reynel   | 6–3, 6–3                   |